# Asplenium lyallii
Asplenium lyallii är en svartbräkenväxtart som beskrevs av William Jackson Hooker. Asplenium lyallii ingår i släktet Asplenium och familjen Aspleniaceae. Inga underarter finns listade.

## Bildgalleri

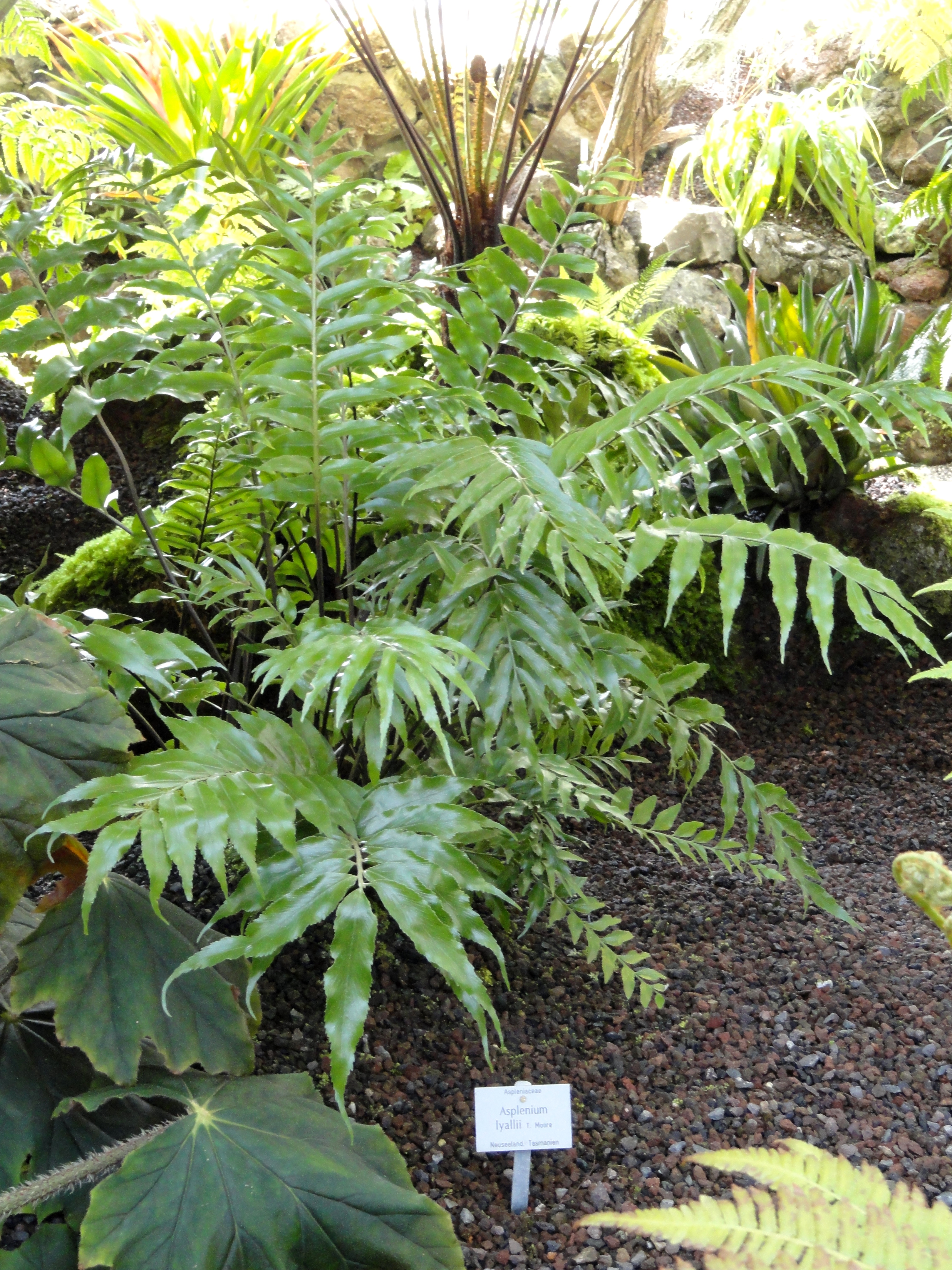